# Akcsang
Az akcsang (hangul: 악장, handzsa: 樂章, RR: akjang) a koreai udvari zenéhez írt dalszövegeket foglalja magában, melyek főképp a Csoszon (Joseon)-kor elején voltak népszerűek.

## Története és jellemzői
Bizonyos, hogy már a Csoszon (Joseon)-kor előtt is létezett, ám az ősi koreai királyságok művei elvesztek. Néhány irodalomtudós szerint az első akcsang (akjang) a Toszolga (Dosolga) (도솔가, 兜率歌) címet viselte és i. sz. 28-ban keletkezett.
A Korjo (Goryeo)-korban már eredeti koreai akcsang (akjang)okat írtak az udvari zenéhez, vagy népdalokat adaptáltak, ám ezek mindegyike elveszett. Így amire ma akcsang (akjang)ként utalunk, az a korai csoszon (joseon)-kori udvari zenéhez írt dalszövegeket jelenti. Ezek a szövegek teljesen érzelemmentesek, az uralkodók erényeit taglalják, vagy a konfuciánus értékrendet hirdetik. Emiatt didaktikus műfajként tartják számon. A királyokat hősökként mutatja be, a konfuciánus politikai ideálnak megfelelően.
Az akcsang (akjang) nem egységes irodalmi műfaj, nyelvezetében, verselésében és hosszát tekintve is igen változatos. Számos mű született kínai írásjegyekkel és hangullal is. Néhányuk a kjonggicshega (gyeonggichega) (경기체가) dalok műfajában íródott. Ilyen például a Szangde pjolgok (Sangdae byeolgok) (상대별곡, „A cenzor dala”) 1419-ből, vagy a Hvaszan pjolgok (Hwasan byeolgok) (화산별곡, „Hvaszan dala”) 1425-ből.
Sokrétűsége ellenére mégis különálló műfajként tekintenek rá, mivel ezek a szövegek azonos társadalmi funkciót töltöttek be mint ceremoniális dalok.
Az akcsang (akjang) népszerűsége a 15. század végére megcsappant, mivel a csoszon (joseon)i királyok megszilárdították a hatalmukat és a konfucianizmus is meghódította Koreát, így nem volt olyan ideológia, amivel versenyezni kellett volna.